# Gouvernement Kasan

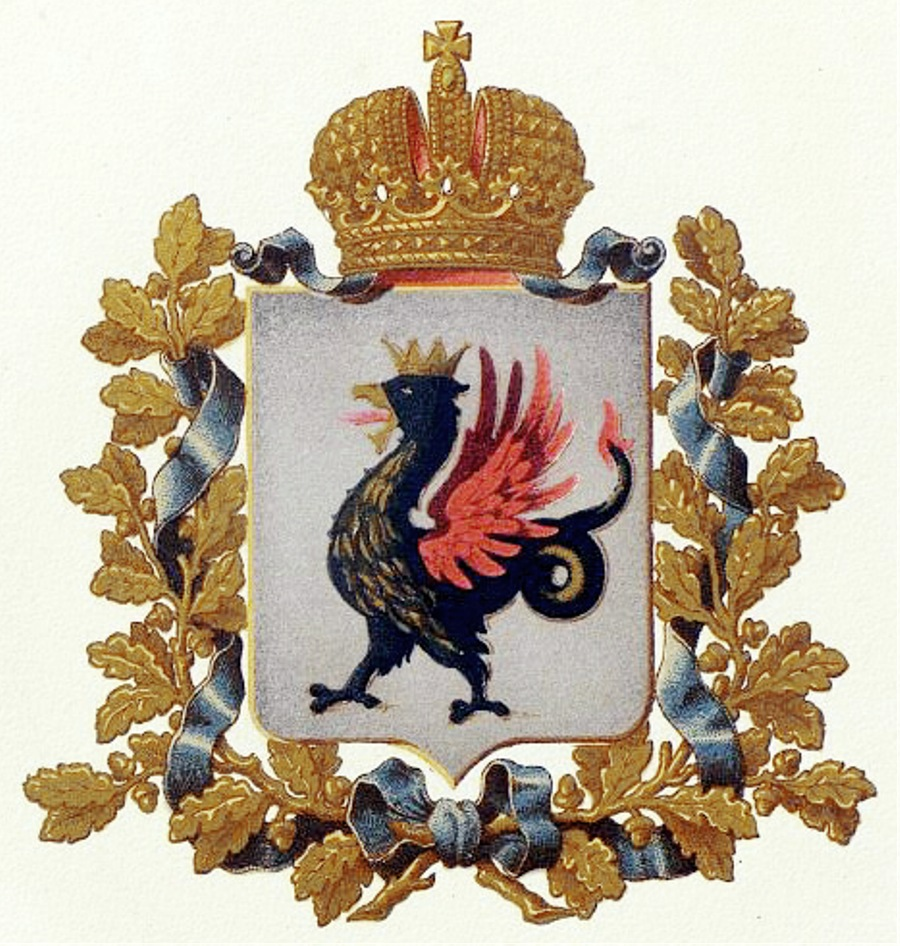
Wappen des Gouvernements

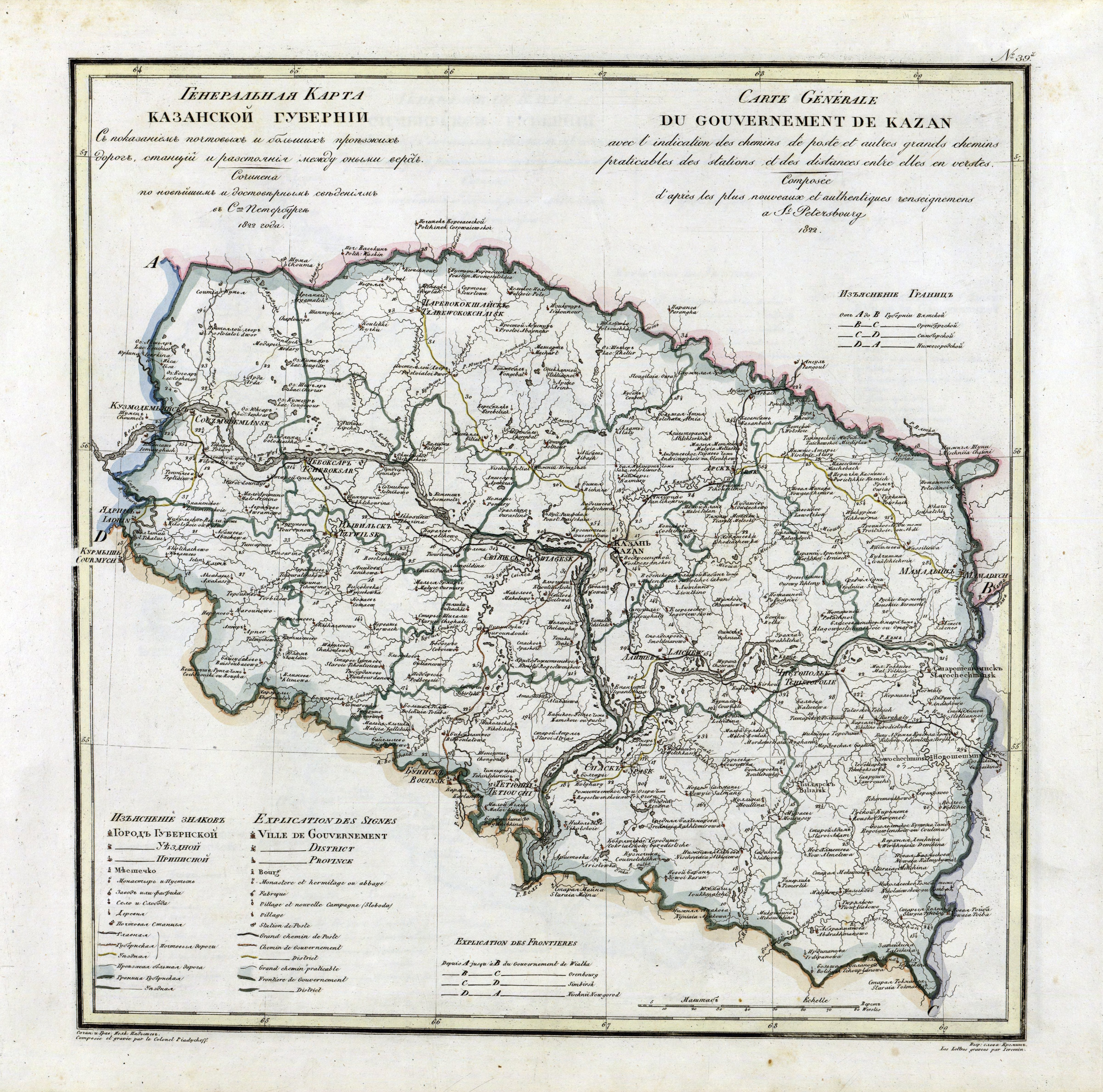
Karte aus 1822 (Russisch-Französisch)

Das Gouvernement Kasan (russisch Казанская губерния/Kasanskaja gubernija) war eine Verwaltungseinheit des Russischen Kaiserreichs und der Russischen SFSR, gelegen an der mittleren Wolga. Es grenzte (von Norden im Uhrzeigersinn) an die Gouvernements Wjatka, Ufa, Samara, Simbirsk, und Nischni Nowgorod. Nach heutigen Begriffen umfasste es ungefähr die heutigen russischen Republiken Tatarstan, Tschuwaschien und Mari El.
Es wurde 1708 von Peter dem Großen als eines der ursprünglichen acht Gouvernements gegründet und umfasste zuerst das gesamte mittlere und untere Wolgagebiet. Schon 1713 wurde es durch die Gründung des Gouvernements Astrachen aufgeteilt, im Lauf des 18. Jahrhunderts wurden noch mehrmals Gebiete abgetrennt. Es bestand bis 1920, als innerhalb der Sowjetunion die Vorgänger der heutigen Republiken (Tatarische ASSR, Tschuwaschische ASSR und ASSR der Mari) gegründet wurden.

## Wappen
Wappenbeschreibung: In Silber ein goldgekrönter, goldbewehrter, rotgeflügelter schwarzer Basilisk (Zilant) mit roter Schwanzspitze (Wappen Kasans). Auf den Schild ruht die goldene Landeskrone des Königreiches Kasan. Der Schild ist von zwei goldenen Eichenzweigen umrankt und mit hellblauen Band gebunden.

## Kreise
Das Gouvernement Kasan hatte eine Fläche von 63.716 km², Hauptstadt war Kasan. Es war zuletzt in zwölf Ujesdy (Kreise) eingeteilt:
- Jadrin
- Kasan
- Kosmodemjansk
- Laischewo
- Mamadysch
- Spassk (heute Bolgar)
- Swijaschsk
- Tetjuschi
- Tscheboksary
- Tschistopol
- Zarjowokokschaisk (heute Joschkar-Ola)
- Ziwilsk

## Statistik
Das Gouvernement hatte 1897 2.170.665 Einwohner. Davon waren 832.475 Russen, 675.419 Tataren, 502.042 Tschuwaschen, 122.717 Tscheremissen, 22.187 Mordwinen und 9.679 Wotjaken. 
Der Acker- und Gartenbau war die Hauptbeschäftigung der Bevölkerung. Die Ernte ergab 1902: 30.200 Tonnen Weizen, 597.000 Tonnen Roggen, 346.300 Tonnen Hafer, 35.900 Tonnen Gerste und 129.200 Tonnen Kartoffeln. Daneben wurden in größerer Menge Flachs und Hanf angebaut. Der Viehstand belief sich auf etwa 506.000 Pferde, 443.500 Stück Hornvieh, 1.056.500 gewöhnliche und 4000 feinwollige Schafe. Der Fischfang war ergiebig und von Wichtigkeit war auch die Forstwirtschaft, die nicht zuletzt Schiffbauholz lieferte. An Fabriken und industriellen Anstalten bestanden 159 mit 8787 Arbeitern und ca. 16 Mill. Rubel Produktionswert. Es wurde insbesondere Getreidemüllerei, Branntweinbrennerei, Destillation, Talg-, Stearin-, Seife- und Lederfabrikation betrieben.